# Teodora Cantacucena (1382-1426)
Teodora Cantacucena (c. 1382-12 de noviembre de 1426) fue la emperatriz consorte de Alejo IV de Trebisonda. 

## Biografía
Nació en Constantinopla alrededor de 1382. Sus padres fueron Teodoro Paleólogo Cantacuceno, tío del emperador de Constantinopla, Manuel II Paleólogo, y Eufrósine Paleóloga. Teodora solo tenía 13 años cuando se convirtió en 1395 en la consorte del coemperador Alejo IV de Trebisonda, que tenía aproximadamente la misma edad. Se convirtió en gobernante emperatriz cuando su marido se convirtió en único emperador de Trebisonda a la muerte de su suegro el emperador Manuel III de Trebisonda en 1417. Célebre por su gran belleza, murió en 1426. El cronista bizantino Laónico Calcocondilas, que terminó su trabajo en 1464, mucho tiempo después de la muerte de Teodora, la acusó de ser la amante del protovestiario de la corte de Trebisonda, un adulterio escandaloso que, según él, provocó la rebelión de su hijo mayor, el coemperador Juan IV de Trebisonda, quien encarceló a sus padres y estuvo tentado de matarlos antes de ser forzado por la aristocracia a huir a Georgia.
Sin embargo estas murmuraciones se contradicen con la cronología y otras fuentes. Parece que Calcocondilas se confunde con un asunto precedente entre un miembro de la dinastía imperial de Trebisonda y el protovestiario, es decir Manuel III, el suegro de Teodora. Este evento es registrado por el viajero español Ruy González de Clavijo, quien visitó Trebisonda en 1404 no mucho después de los hechos. Añade que esta escandalosa relación indujo al joven Alejo IV, esposo de Teodora, a rebelarse contra su padre Manuel, así que esta historia muy similar puede explicar el error de Calcocondilas.
De hecho, Juan IV se rebeló contra su padre, Alejo IV sólo después de la muerte de Teodora (1426), a finales de 1427, sin duda debido a su difunta madre que no podía evitar la creciente rivalidad entre padre e hijo a punto de estallar. Por el contrario, la virtud, la piedad, las grandes cualidades y sobre todo la perfecta fidelidad de Teodora se celebran por su compatriota, el futuro cardenal Basilio Besarión, en las tres monodias que dedicó a su benefactora, y en un discurso especial de consuelo dirigido a Alejo IV, realmente desesperado por la muerte de su amada emperatriz. Por último, pero no menos importante, el mismo Juan IV, después de su ascensión al trono en 1429, rindió homenaje a las virtudes de su madre fallecida en una crisóbula para el convento que ella fundó.

## Matrimonio y descendencia
Con su esposo Alejo IV de Trebisonda, tuvo al menos cinco hijos:
- Juan IV de Trebisonda (c. 1403 a 1460).
- María de Trebisonda (c. 1404 a 1439). Se casó con Juan VIII Paleólogo.
- Alejandro de Trebisonda. Coemperador con su padre. Se casó con María Gattilusio, una hija de Dorino de Lesbos.
- David de Trebisonda (c. 1408 a 1463).
- Una hija. Se casó con Jahān Shāh.